# Понтичний вік
Понтичний вік — за різними класифікаціями ранній вік пліоценової епохи неогенового періоду або найпізніший вік міоценової епохи, а також відклади, що утворилися в той час. На території України морські відклади понтичного ярусу (вапняки, мергелі, піски і глини) поширені в Причорноморській западині, на Кримському півострові, в Донбасі та в Приазов'ї, їхня потужність від 1—2 до 100 метрів. З ними пов'язані поклади будівельних матеріалів (вапняків).
У сучасній стратиграфії відповідає мессінському ярусу міоцену.